# Alan Gordon (Amerikaans voetballer)
Alan Eugene Gordon II (Long Beach, Californië, 16 oktober 1981) is een Amerikaans voetballer die bij voorkeur als aanvaller speelt. Hij verruilde in 2014 San Jose Earthquakes voor Los Angeles Galaxy.

## Clubcarrière
Alan Gordan werd als drieënvijftigste geselecteerd in de MLS SuperDraft 2004 door Los Angeles Galaxy. Gordon had echter moeite met het behalen van een plek in de selectie en werd uitgeleend aan Portland Timbers. Bij de Timbers was hij direct succesvol. Hij scoorde 17 goals in 27 wedstrijden en was samen met Dante Washington topscorer van de Amerikaanse tweede divisie. Gordon keerde hierna terug naar Los Angeles Galaxy en zag in 2006 een verhoogd aantal speelminuten tegemoet waarin hij in totaal vier keer scoorde.
In augustus 2010 vertrok hij naar rivaal Chivas USA. Na negen wedstrijden te hebben gespeeld bij Chivas werd hij naar Toronto FC gestuurd in ruil voor Nick LaBrocca. Gordon maakte zijn debuut voor Toronto op 26 maart 2011 in een met 2-0 gewonnen wedstrijd tegen Portland Timbers. Op 2 april maakte Gordon zijn eerste doelpunt voor de club in een 1-1 gelijkspel tegen Chivas USA. Zijn meest memorabele wedstrijd voor Toronto was op 11 juni waar hij in blessuretijd twee keer scoorde tegen Los Angeles Galaxy, wat Toronto uiteindelijk een punt opleverde.
Na de aankoop van Danny Koevermans was Gordon overbodig bij Toronto FC. Hij werd op 14 juli 2011 samen met Jacob Peterson en Nana Attakora naar San Jose Earthquakes gestuurd in ruil voor Ryan Johnson. Bij Earthquakes beleefde hij een hoogtepunt. Hij maakte onder andere dertien doelpunten in drieëntwintig wedstrijden voor de 'Quakes', het hoogste aantal in zijn carrière op topniveau. Op 11 augustus 2014 keerde Gordon terug bij Los Angeles Galaxy. Bij de Galaxy had Gordon direct succes als Supersub.

## Interlandcarrière
Gordon werd voor het eerste opgeroepen voor het Amerikaanse nationale team op 13 augustus 2012 ter voorbereiding op een wedstrijd tegen Mexico. In oktober 2012 werd hij opnieuw opgeroepen voor het nationale team ter voorbereiding op twee WK-kwalificatiewedstrijden. Hij maakte zijn debuut voor de Verenigde Staten op 12 oktober 2012 tegen Antigua en Barbuda, waar hij in de laatste minuut een assist gaf op Eddie Johnson, die vervolgens het winnende doelpunt kon maken met een kopbal. Op 28 juli 2013 won hij met de Verenigde Staten de Gold Cup.
| Interlands van Alan Gordon          | Interlands van Alan Gordon          | Interlands van Alan Gordon            | Interlands van Alan Gordon          | Interlands van Alan Gordon          | Interlands van Alan Gordon          | Interlands van Alan Gordon          |
| №                                   | Datum                               | Wedstrijd                             | Uitslag                             | Soort wedstrijd                     | Doelpunten                          | Assists                             |
| Als speler bij San Jose Earthquakes | Als speler bij San Jose Earthquakes | Als speler bij San Jose Earthquakes   | Als speler bij San Jose Earthquakes | Als speler bij San Jose Earthquakes | Als speler bij San Jose Earthquakes | Als speler bij San Jose Earthquakes |
| ----------------------------------- | ----------------------------------- | ------------------------------------- | ----------------------------------- | ----------------------------------- | ----------------------------------- | ----------------------------------- |
| 1.                                  | 12 oktober 2012                     | Antigua en Barbuda – Verenigde Staten | 1 – 2                               | Kwalificatie WK 2014                | 0                                   | 1                                   |
| Als speler bij Los Angeles Galaxy   |                                     |                                       |                                     |                                     |                                     |                                     |
| 2.                                  | 22 juli 2015                        | Verenigde Staten - Jamaica            | 1 - 2                               | CONCACAF Gold Cup 2015              | 0                                   | 0                                   |

Bijgewerkt t/m 11 augustus 2015